# Дейвид Бекъм
Дейвид Робърт Джоузеф Бекъм (на английски: David Robert Joseph Beckham) е английски футболист, модел и актьор. Играл е предимно като десен или централен полузащитник. Бекъм е прекарал по-голямата част от кариерата си като футболист на Манчестър Юнайтед, където добива световна слава, печелил е шест пъти Висшата лига и един път Шампионската лига. Дейвид е играл също и за Реал Мадрид, Лос Анджелис Галакси, Милан и Пари Сен Жермен. Известен е с прецизните си пасове, центрирания и изпълнения на преки свободни удари. Бекъм е бивш капитан на английския национален отбор по футбол, за който има записани 115 мача и 17 гола и е участвал на три Световни първенства – през 1998, 2002 и 2006 г.

## Кариера
На 11-годишна възраст печели награда за млад талант, връчена му от сър Боби Чарлтън. Дейвид прекарва незабравима ваканция в Барселона, където по това време се състезават редица английски футболисти под ръководството на Тери Винейбълс.

### Манчестър Юнайтед
Между 1991 г. и 2003 г. играе в Манчестър Юнайтед. Привъженик на клуба от дете, Дейвид с радост приема предложението и постъпва в Младежката Академия на клуба. След напускането на Пол Инс, Андрей Канчелскис и Марк Хюз, Бекъм заедно с младите си колеги – Пол Скоулс, Братята Невил, Райън Гигс и Ники Бът се налагат в първия отбор. С тяхното име се свързват и най-големите успехи на клуба. Името му става известно за широката публика, след брилянтния му гол от близо 60 м срещу ФК Уимбълдън през 1996 г. През същата година Дейвид Бекъм дебютира за националния отбор на Англия и бива избран за най-добър млад играч в местното първенство. Най-големите му успехи с екипа на „червените дяволи“ обаче тепърва предстоят. В знаменития сезон 1998/99 Манчестър Юнайтед печели по изключителен начин требъл, а участието на „Спайс Бой“ е от голяма важност за успеха.
Изключителните му пасове и изпъления от пряк свободен удар се превръщат в негова запазена марка, а от тях подаванията му най-много се възползват нападателната двойка Дуайт Йорк и Анди Коул. В последния ден от сезона Бекъм бележи гол от ъгъла на наказателното поле, за 1:1 срещу Тотнъм Хотспър, впоследствие Юнайтед печели с 2:1, с което и титлата. Дейвид бележи и по-рано в полуфилната среща от турнира за ФА Къп с Арсенал.
На „Вила Парк“ в Бирмингам Дейвид се разписва след красив прехвърлящ удар от около 25 м. Юнайтед отива на финал след гол на Райън Гигс в продълженията.
Най-запомнящ се от всички успехи, през знаменития сезон е финалът в Барселона срещу Байерн Мюнхен. След 90 минути игра „баварците“ водят с 1:0, а „червените дяволи“ не приличат на себе си. С два гола в продълженията обаче, Юнайтед печели в един от най-великите финали за всички времена. И двата гола идват след центрирания от корнер на Бекъм.
На 24 години Дейвид Бекъм вече е спечелил почти всичко във футбола, прибавяйки към колекцията си и Световната Суперкупа, през декември. В края на календарната година се разминава на косъм с двете най-престижни индивидуални отличия – Златната топка и Наградата за най-добър футболист в света за годината. Остава втори изпреварен от бразилеца Ривалдо. В следващите години Юнайтед става шампион още 3 пъти (1999/00;00/01;02/03), а Бекъм прогресира. Прогресират също така, но в негативен аспект и отношения му с мениджъра на Манчестър Юнайтед – легендарния Сър Алекс Фъргюсън, неодобряващ публичните му изяви извън терена. През 2003 Дейвид е уцелен, макар и по невнимание с футболна обувка от своя мениджър (така самия играч описва инцидента). Юнайтед губи у дома от Арсенал за ФА Къп, а Сър Алекс е на мнение, че голяма вина за головете има именно седмицата на „червените дяволи“. Отношенията между двамата достигат своя апогей през април 2003, когато в решителния мач реванш от Шампионската лига, Дейвид Бекъм е оставен на резервната скамейка. Впоследствие влиза в игра при 2:3 и с два гола спомага за победата на своя отбор, който обаче отпада от турнира.

### Реал Мадрид
През лятото на 2003 г. Бекъм е продаден на Реал Мадрид след като отношенията му с легендарния мениджър Алекс Фъргюсън се влошават. С белия балет той изиграва 4 сезона, но не успява да повтори успехите си с червените дяволи. Суперселекцията на кралския отбор успява да спечели едва един път шампионата на Испания за четирите сезона, които Бекъм прекарва там – през 2007 г.

### Лос Анджелис Галакси
Дейвид Бекъм преминава през лятото на 2007 г. в тима на Лос Анджелис Галакси от американската „Мейджър Сокър Лига“, като негова основна цел е популяризирането на футбола в САЩ.

### Милан
През втората половина на сезон 2008/2009 Дейвид Бекъм се присъединява под наем към отбора на Милан. Така след като играе с 3-ма носители на „Златната топка“ в Реал Мадрид (Роналдо, Луиш Фиго, Зинедин Зидан) той прави същото и в Милан (Роналдиньо, Кака, Андрий Шевченко). Дебютира за росонерите на 6 януари 2009 г. в приятелската среща срещу Хамбургер ШФ. Първия си гол в Серия А отбелязва на 25 януари 2009 г. в срещата ФК Болоня – „Милан“ 1 – 4.

### ПСЖ
На 31 януари 2013 преминава в ПСЖ, където изиграва последния си сезон като професионален футболист. Заплатата на Дейвид през този период отива за благотворителност. Бекъм се оттегля от футбол на 6 май 2013 г., само 3 дни след като помогна на ПСЖ да спечели титлата за пръв път от 1994 г.

### Национален отбор
През 2006 г. се отказва от капитанската лента на родната си страна. След отказа си не бива повикан повече в националния отбор от новия наставник на „албионците“ Стийв Макларън.
През март 2008 г. Бекъм се завръща в националния отбор на Англия, където изиграва рекордния мач номер 100 с фланелката на националите. А самата кариера на Бекъм в националния отбор е една поредица от възходи и падения, изпъстрена с червени картони, решителни голове и изпитаната гордост от ролята на капитан. Завръщането на Дейвид в националния отбор и края на сезона в САЩ, налагат за втора поредна година, той да се обърне към някои от големите европейски грандове, за да поддържа форма с тях.

### Голове на световни първенства
| Гола на Бекъм срещу Гърция 0 |
| ---------------------------- |

На световното първенство през 1998 г. отбелязва гол в срещата Англия – Колумбия (2 – 0). На 1/8 финала срещу Аржентина обаче е изгонен за спорен фаул срещу Диего Симеоне, с което си навлича гнева на британските фенове. На световното първенство през 2002 г. изкупва вината си, като отбелязва гол от дузпа в срещата Англия-Аржентина (1 – 0). На световното първенство през 2006 г. отбелязва гол в осминафиналния мач Англия – Еквадор (1 – 0). През 2001 г. получава капитанската лента, от която се отказва през 2006 (наследен е от Джон Тери). След красив гол от пряк свободен удар в 93 мин. срещу Гърция класира Англия за Мондиала през 2002 г.

## Семейство
Женен е за моделката и поп певица Виктория Бекъм, от която има трима сина и една дъщеря – Бруклин, Ромео, Круз и Харпър. Той участва в реклами на Пепси, които се гледат с голям интерес от почитателите му по цял свят.
От момента на пристигането на звездното семейство в Ел Ей, Бекъм се превръщат в основна цел на журналисти и папараци. Неведнъж Дейвид оглавява класацията за най-стилно облечен мъж. Интересно е да се отбележи, че Бекс печели по-голяма част от приходите си благодарение на участието си в реклами, отколкото като футболист в Галакси.
През 2003 г. излиза неговата автобиография „Моята истина“.

## Статистика

### Клубна кариера
| Клуб              | Сезон             | Шампионат | Шампионат | Купа   | Купа   | Континентални турнири | Континентални турнири | Други турнири | Други турнири | Общо   | Общо   |
| Клуб              | Сезон             | Мачове    | Голове    | Мачове | Голове | Мачове                | Голове                | Мачове        | Голове        | Мачове | Голове |
| ----------------- | ----------------- | --------- | --------- | ------ | ------ | --------------------- | --------------------- | ------------- | ------------- | ------ | ------ |
| Манчестър Юнайтед | 1992 – 93         | 69        | 220       | 39     | 228    | 0                     | 0                     | 0             | 0             | 1      | 0      |
| Манчестър Юнайтед | 1993 – 94         | 0         | 0         | 0      | 0      | 0                     | 0                     | 0             | 0             | 0      | 0      |
| Престън           | 1994 – 95         | 5         | 2         | 0      | 0      | –                     | –                     | 0             | 0             | 5      | 2      |
| Манчестър Юнайтед | 1994 – 95         | 4         | 0         | 5      | 0      | 1                     | 1                     | 0             | 0             | 10     | 1      |
| Манчестър Юнайтед | 1995 – 96         | 33        | 7         | 5      | 1      | 2                     | 0                     | 0             | 0             | 40     | 8      |
| Манчестър Юнайтед | 1996 – 97         | 36        | 8         | 2      | 1      | 10                    | 2                     | 1             | 1             | 49     | 12     |
| Манчестър Юнайтед | 1997 – 98         | 37        | 9         | 4      | 2      | 8                     | 0                     | 1             | 0             | 50     | 11     |
| Манчестър Юнайтед | 1998 – 99         | 34        | 6         | 8      | 1      | 12                    | 2                     | 1             | 0             | 55     | 9      |
| Манчестър Юнайтед | 1999 – 2000       | 31        | 6         | –      | –      | 12                    | 2                     | 5             | 0             | 48     | 8      |
| Манчестър Юнайтед | 2000 – 01         | 31        | 9         | 2      | 0      | 12                    | 0                     | 1             | 0             | 46     | 9      |
| Манчестър Юнайтед | 2001 – 02         | 28        | 11        | 1      | 0      | 13                    | 5                     | 1             | 0             | 43     | 16     |
| Манчестър Юнайтед | 2002 – 03         | 31        | 6         | 8      | 2      | 13                    | 3                     | 0             | 0             | 52     | 11     |
| Манчестър Юнайтед | Общо              | 265       | 292       | 36     | 7      | 83                    | 15                    | 10            | 1             | 394    | 85     |
| Реал Мадрид       | 2003 – 04         | 32        | 3         | 4      | 2      | 7                     | 1                     | 2             | 1             | 45     | 7      |
| Реал Мадрид       | 2004 – 05         | 30        | 4         | 0      | 0      | 8                     | 0                     | 0             | 0             | 38     | 4      |
| Реал Мадрид       | 2005 – 06         | 31        | 3         | 3      | 1      | 7                     | 1                     | 0             | 0             | 41     | 5      |
| Реал Мадрид       | 2006 – 07         | 23        | 3         | 2      | 1      | 6                     | 0                     | 0             | 0             | 31     | 4      |
| Реал Мадрид       | Общо              | 116       | 13        | 9      | 4      | 28                    | 2                     | 2             | 1             | 155    | 20     |
| ЛА Галакси        | 2007              | 5         | 0         | 0      | 0      | –                     | –                     | 2             | 1             | 7      | 1      |
| ЛА Галакси        | 2008              | 25        | 5         | 0      | 0      | –                     | –                     | 0             | 0             | 25     | 5      |
| Милан             | 2008 – 09         | 18        | 2         | 0      | 0      | 2                     | 0                     | 0             | 0             | 20     | 2      |
| ЛА Галакси        | 2009              | 11        | 2         | 0      | 0      | –                     | –                     | 4             | 0             | 15     | 2      |
| Милан             | 2009 – 10         | 11        | 0         | 0      | 0      | 2                     | 0                     | 0             | 0             | 13     | 0      |
| Милан             | Общо              | 29        | 2         | 0      | 0      | 4                     | 0                     | 0             | 0             | 33     | 2      |
| ЛА Галакси        | 2010              | 7         | 2         | 0      | 0      | –                     | –                     | 3             | 0             | 10     | 2      |
| ЛА Галакси        | 2011              | 26        | 2         | 0      | 0      | –                     | –                     | 4             | 0             | 30     | 2      |
| ЛА Галакси        | 2012              | 24        | 7         | 0      | 0      | 1                     | 1                     | 6             | 0             | 31     | 8      |
| ЛА Галакси        | Общо              | 98        | 18        | 0      | 0      | 1                     | 1                     | 19            | 1             | 118    | 20     |
| ПСЖ               | 2012 – 13         | 10        | 0         | 2      | 0      | 2                     | 0                     | 0             | 0             | 14     | 0      |
| Общо за кариерата | Общо за кариерата | 523       | 97        | 47     | 11     | 118                   | 18                    | 31            | 3             | 719    | 129    |

### Национален отбор
| Англия | Англия | Англия |
| Година | Мачове | Голове |
| ------ | ------ | ------ |
| 1996   | 3      | 0      |
| 1997   | 9      | 0      |
| 1998   | 8      | 1      |
| 1999   | 7      | 0      |
| 2000   | 10     | 0      |
| 2001   | 10     | 5      |
| 2002   | 9      | 3      |
| 2003   | 9      | 4      |
| 2004   | 12     | 2      |
| 2005   | 9      | 1      |
| 2006   | 8      | 1      |
| 2007   | 5      | 0      |
| 2008   | 8      | 0      |
| 2009   | 8      | 0      |
| Общо   | 115    | 17     |

## Успехи

### Манчестър Юнайтед
- Шампионска лига – 1 (1999)
- Суперкупа на Европа – 1 (1999)
- Междуконтинентална купа – 1 (1999)
- Английска висша лига – 6 (1996, 1997, 1999, 2000, 2001, 2003)
- ФА Къп – 2 (1996, 1999)
- Къмюнити Шийлд – 4 (1993, 1994, 1996, 1997)

### Реал Мадрид
- Примера Дивисион – 1 (2007)
- Суперкупа на Испания – 1 (2003)

### ЛА Галакси
- Купата на МЛС – 2 (2011, 2012)
- Съпортърс Шийлд – 2 (2010, 2011)

### ПСЖ
- Лига 1 – 1 (2013)

### Индивидуални
- Идеален отбор на годината на УЕФА – 2 (2001, 2003)
- Идеален отбор на Висшата лига – 4 (1997, 1998, 1999, 2000)
- Футболист на годината на УЕФА – 1 (1999)
- Полузащитник на годината на УЕФА – 1 (1999)
- Футболист на годината на Висшата лига – 1 (2003)
- Футболист на годината на Манчестър Юнайтед – 1 (1997)
- Футболист на годината на Реал Мадрид – 1 (2006)
- Млад футболист на Висшата лига – 1 (1997)
- Идеален отбор на годината на ESM – 1 (1999)
- Спортна личност на годината на Би Би Си – 1 (2001)
- ФИФА 100